# 瀧乃湯 (台湾)
瀧乃湯（たきのゆ）は台湾台北市北投区光明路244（北投温泉）にある銭湯（公衆浴場）。台湾に現存する浴場の中では最古の部類にあたる。
台湾では多くの公衆浴場において水着の着用が義務づけられていたが、ここでは全裸で入浴する。

## 歴史

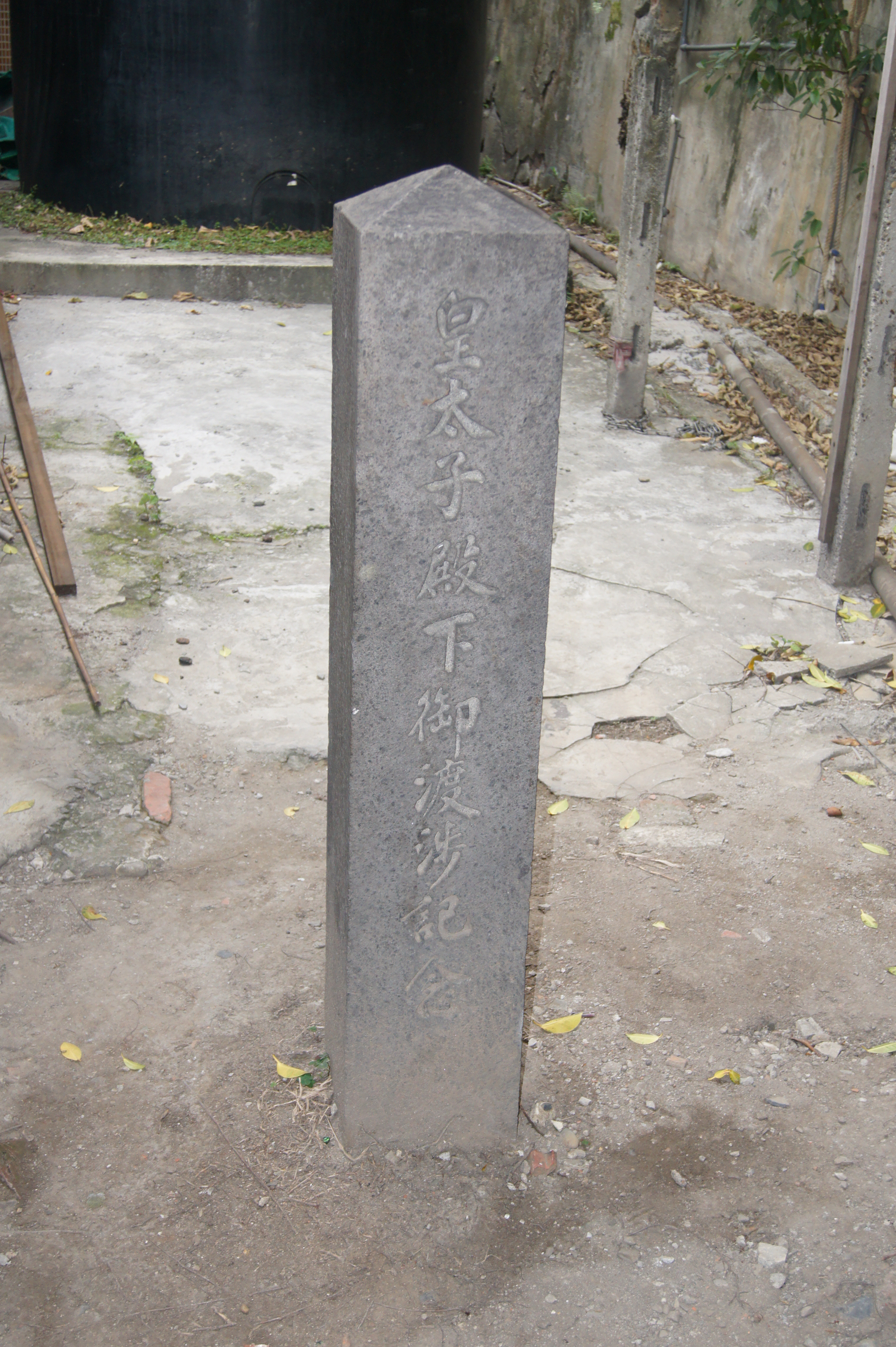
皇太子来訪を示す石碑

創業年月は不明だが日本統治時代の明治40年（1907年）前後とする説が多い（瀧乃湯の公式サイトでも ″since 1907″ としている）。開業当初は露天風呂の男湯のみだったが、大正12年（1923年）の昭和天皇（当時は皇太子）北投温泉巡行に併せて建屋を作り、その際に女湯も作られた。
1945年の台湾光復により、中華民国陸軍が接収し、後に国有財産局によって競売にかけられ、林添漢が落札し、以降はその子孫が経営している。

## 建屋について
建屋は番台・男湯・女湯・家族風呂で構成され、それぞれ浴槽と洗い場、脱衣場から構成されている。湯船は台北近郊の唭哩岸より切り出された石材が用いられており、男湯の一部には北投石も使われているようである。泉質は強酸性で硫黄に若干のラドンが混ざっている。なお、浴槽内の湯温は高く、44度前後である。
浴場は2017年に大規模な改装が行われたものの、浴槽などは基本的には1923年に改築した時の姿を残す。
2017年の改装では、浴場と一体化していた脱衣場に仕切りを設けて浴室から分離したほか、冷水しか出なかった洗い場のシャワーから温水が出るようにするなどの改装がなされた。
敷地内には「皇太子御渡渉記念碑」が残されている。
北投石はこの瀧乃湯の目の前を流れる川で初めて発見された。

## 交通アクセス
- 台北捷運新北投支線新北投駅より徒歩5分。北投温泉博物館付近。